# Skarb Sierra Madre
Skarb Sierra Madre (ang. The Treasure of the Sierra Madre) – amerykański film przygodowy z 1948 roku w reżyserii Johna Hustona. Klasyczny western uważany za jedną z najlepszych produkcji w historii tego gatunku filmowego, nagrodzony trzema Oscarami. Scenariusz do filmu, autorstwa reżysera, powstał na podstawie powieści B. Travena.

## Charakter filmu
Film, mimo iż utrzymany w romantyczno-przygodowej konwencji westernu i egzotycznej scenerii, jest w istocie dramatem psychologicznym z wyraźnie zarysowanymi osobowościami głównych postaci, wyraźnie ze sobą kontrastującymi. Występują tu twardy, lecz brutalny Dobbs, o ujawniających się coraz wyraźniej w miarę upływu czasu paranoidalnych cechach osobowości, żółtodziób Curtin oraz Howard – doświadczony, a zarazem racjonalny stary prospektor.

## Motyw przewodni filmu
Motyw przewodni filmu jest typowy dla motywów przedstawionych w innych filmach Johna Hustona (np. w Sokole Maltańskim): Wyraża on degrengoladę, rozpad więzi międzyludzkich i norm etycznych u osób oślepionych nagle zdobytym bogactwem.

## Fabuła
Akcja filmu dzieje się w Meksyku w 1925 roku, w warunkach postrewolucyjnego chaosu, z trudem kontrolowanego przez Meksykańską Policję Federalną – Federales. Twardy, lecz niezupełnie zrównoważony Fred Dobbs (Humphrey Bogart) i żółtodziób Bob Curtin (Tim Holt) to poszukiwacze przygód, a raczej życiowi rozbitkowie, którzy chyba przypadkiem trafili do Meksyku. Poznają tu Howarda (gra go Walter Huston), starszego i doświadczonego prospektora i postanawiają udać się z nim w Góry Sierra Madre w poszukiwaniu złota. Po drodze pokonują ogromne trudności, lecz w końcu odnajdują złoto. Howard wraca ze swoją działką, zaś Dobbsa i Curtina ogarnia gorączka złota i stają się coraz bardziej nieufni wobec siebie, a paranoidalne urojenia Dobbsa niszczą ich lojalność i przyjaźń. Gdy bohaterowie mimo wszelkich przeciwności, ogromnego wysiłku i walk z bandytami osiągają upragniony cel, złośliwość losu sprawia, że rozwiewa się on i stają się tym, czym byli przedtem: życiowymi rozbitkami, wiecznymi tułaczami, nie mogącymi sobie nigdzie znaleźć miejsca.

## Obsada
- Humphrey Bogart jako Fred C. Dobbs
- Walter Huston jako Howard
- Tim Holt jako Bob Curtin
- Bruce Bennett jako James Cody
- Barton MacLane jako Pat McCormick
- Alfonso Bedoya jako Gold Hat
- Arturo Soto Rangel jako prezydent
- Manuel Dondé jako El Jefe
- José Torvay jako Pablo
- Margarito Luna jako Pancho

## Galeria

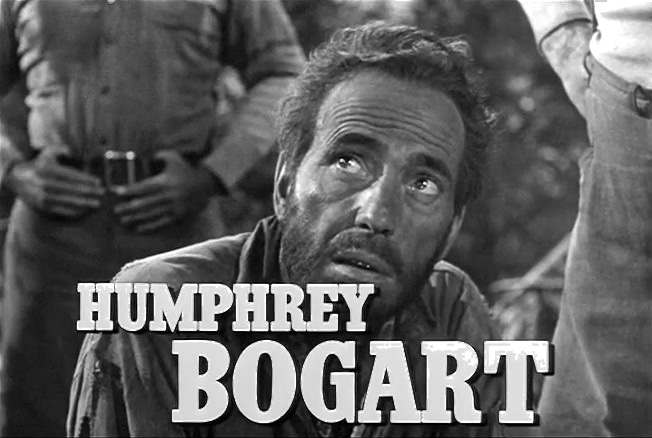
Humphrey Bogart
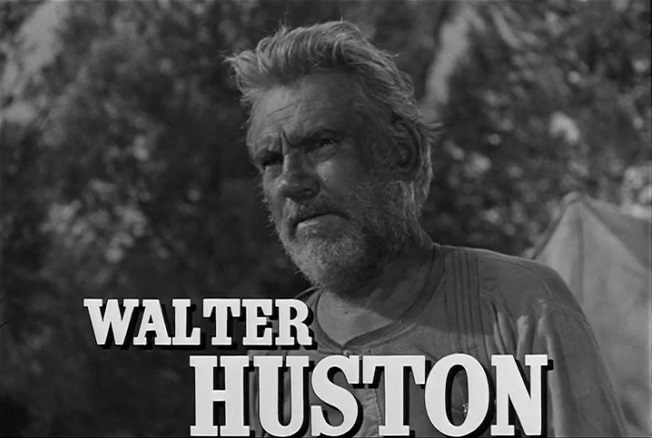
Walter Huston
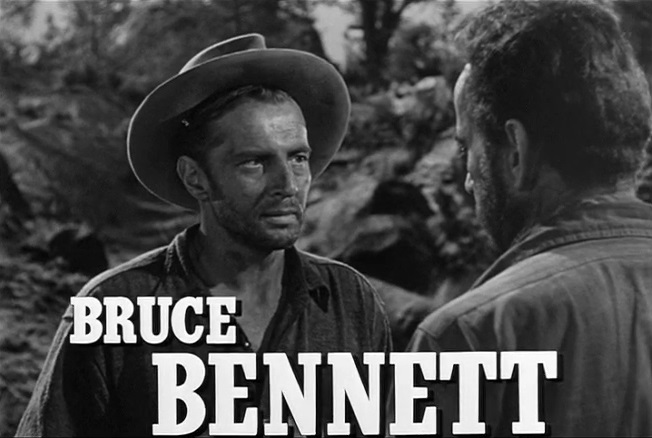
Bruce Bennett